# Permiso de agua dulce

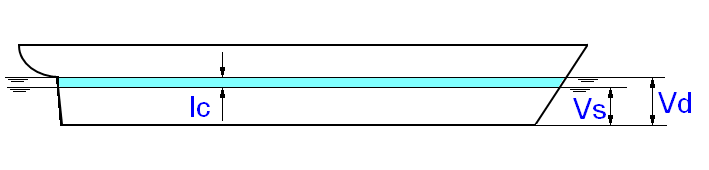
Permiso de agua dulce.

Variación del calado por cambio del peso específico del agua o permiso de agua dulce.
Recordemos el principio de Arquímedes: Todo cuerpo sumergido total o parcialmente en un medio líquido recibe de éste una fuerza llamada (empuje), de abajo hacia arriba, igual al peso del volumen de líquido desalojado.
{\displaystyle E=V*Pe}
Donde:
E = Empuje que es igual al desplazamiento del buque.
V = Volumen de líquido desalojado.
Pe= Peso específico del medio de flotación.
Supóngase un buque como el de la figura que flota en agua de mar, (peso específico igual a Pem:1,025 t/m³) e ingresa a un estuario o río de agua dulce (peso específico igual a Ped: 1,000 t/m³).
Debido a la diferencia de peso específico del medio líquido y dado que el desplazamiento no varía,
a fin de mantener el equilibrio, esto es D=E (desplazamiento igual a empuje), se deberá desalojar un volumen de agua mayor para compensar la disminución del Pe.
Suponiendo que la eslora y la manga permanecen constantes (dependiendo de las formas del caso) entonces se tendrá un aumento de calado.
Claro está que al aumentar el calado variará la eslora de flotación, pero a los fines del análisis la consideraremos constante.
Esta variación del calado es lo que se conoce como permiso de agua dulce (fresh water allowance) que denominaremos Ic.

## Determinación de Ic
Sea D el desplazamiento del buque en agua salada, entonces:
{\displaystyle D=E=Vs*Pes=Vs*1,025}
Pes = Peso específico del agua salada
Lo mismo ocurre flotando en agua dulce. 
{\displaystyle D=E=Vd*Ped=Vd*1,000}
Ped = Peso específico del agua dulce
Igualando D, entonces {\displaystyle Vd*1,000=Vs*1,025}
{\displaystyle Vd=Vs*1,025/1,000}
{\displaystyle Vd=Vs*1,025}
{\displaystyle Vd=Vs*(1+0,025)}
Entonces:
{\displaystyle Vd=Vs+Vs*0,025}
{\displaystyle Vd-Vs=Vs*0,025}
{\displaystyle Vd-Vs=Vs/40}
{\displaystyle Vd-Vs=Vs/40}
Multiplicando ambos términos de la igualdad por 1,025, entonces:
{\displaystyle 1,025*(Vd-Vs)=1,025*(Vs/40)}
El primer término de la igualdad {\displaystyle 1,025*(Vd-Vs)} representa el peso del volumen adicional requerido por el cambio del Pe en la figura zona celeste.
El peso de ese volumen adicional también puede expresarse como {\displaystyle Ic*Tpc}
Donde:
Ic es el aumento de calado.
Tpc es el número de toneladas por centímetro de inmersión.
Recordemos: Se define a Tpc como la cantidad de peso expresado en toneladas requerido para provocar la inmersión de un centímetro (valor suministrado por el astillero y expresado en las curvas de atributos de la carena derecha (curva 7).
{\displaystyle Ic*Tpc=1,025*(Vd-Vs)}
Si: {\displaystyle 1,025*Vs=D}
Entonces:
{\displaystyle Ic*Tpc=D/40}
Finalmente tendremos que:
{\displaystyle Ic={\frac {D}{40*Tpc}}}
Ic o permiso de agua dulce es la diferencia que se aprecia entre el francobordo de verano y el de agua dulce.

Lógicamente en el caso inverso en que se navegue en agua dulce y se pase a agua salada entonces se experimentara una disminución del calado de igual magnitud.